# Erbium(III)-oxid
Az erbium(III)-oxid erbium és oxigén alkotta vegyület, képlete Er2O3. Carl Gustaf Mosandernek részben sikerült izolálnia 1843-ban, de először Georges Urbain és Charles James állította elő tisztán. Színe rózsaszín, kristályszerkezete – a legtöbb ritkaföldfém-oxidhoz hasonlóan – köbös, kocka alakú. Bizonyos körülmények között az erbium-oxid hexagonális szerkezetet is képes felvenni. Nagy mennyiségben belélegezve, lenyelve vagy véráramba juttatva mérgező lehet. Az emberekre alacsony koncentrációban hosszú időn át kifejtett hatása még nincs meghatározva, viszont a vegyület kezelése óvatosságot igényel.

## Reakciói
Az erbium fémes felülete levegőn állva beszürkül, elhomályosul, oxidréteg képződik a felületén. Az erbium(III)-oxid keletkezésének egyenlete:
{\displaystyle \mathrm {4\ Er+3\ O_{2}\rightarrow 2\ Er_{2}O_{3}} }
Az erbium-oxid vízben nem, de ásványi savakban feloldódik. A légkör pára- és szén-dioxid-tartalmát könnyedén megköti. Savakkal való reagálásakor a megfelelő erbium(III)-sók keletkeznek.
Sósavval erbium(III)-kloridot,
{\displaystyle \mathrm {Er_{2}O_{3}+6\ HCl\rightarrow 2\ ErCl_{3}+3\ H_{2}O} }
kénsavval erbium(III)-szulfátot,
{\displaystyle \mathrm {Er_{2}O_{3}+3\ H_{2}SO_{4}\rightarrow 2\ Er_{2}\left(SO_{4}\right)_{3}+3\ H_{2}O} }
foszforsavval pedig erbium(III)-foszfátot ad.
{\displaystyle \mathrm {Er_{2}O_{3}+2\ H_{3}PO_{4}\rightarrow 2\ ErPO_{4}+3\ H_{2}O} }

## Fizikai és kémiai tulajdonságai
Az erbium-oxid egyik érdekes tulajdonsága az energia átalakítása. Az energiaátalakítás az infravörös és a látható sugárzás, vagy kis energiájú fény hatására zajlik le, ezeket nagyobb energiájú, ultraibolya vagy ibolya sugarakká alakítja át többszörös energiaelnyelés vagy átvitel. Az erbium-oxid nanorészecskéi fotolumineszcens tulajdonságokkal bírnak. Ezek a nanorészecskék többrétegű szén nanocsövek jelenlétében, ultrahang (20 kHz, 29 W·cm−2) használatával készülnek. Az ultrahang alkalmazásával létrehozott nanorészecskék erbium-karboxioxidok, geometriailag hexagonális és gömbszerű erbium-oxidok. Minden ultrahanggal készült erbium-oxid fotolumineszkál az elektromágneses spektrum látható tartományában, vízben 379 nm-es gerjesztés hatására. A hexagonális erbium-oxid fotolumineszcencia hosszú életű és nagyobb energiaátmenetet enged (4S3/2 - 4I15/2). A gömbszerű forma nem képes 4S3/2 - 4I15/2 átmenetre.

## Felhasználása
Az erbium-oxid felhasználási változatosak, köthetőek az elektromos, optikai, és fotolumineszcens tulajdonságaihoz. Az Er3+ ionokkal adalékolt (dópolt) nanoméretű anyagok a speciális részecskeméret-függő optikai és elektromos tulajdonságaik miatt sokkal érdekesebbek. A nanorészecskés anyagok, amelyekhez erbium-oxid van adva, könnyen eloszlathatók az üveg- vagy műanyag felületeken, ezzel megjelenítési célokra, képernyők gyártására használható. Ezenkívül biogyógyszerként, és biológiai anyagokról való képalkotásra használt szerként is alkalmazzák, valamint esetenként üveget szoktak színezni vele.

## Fordítás
Ez a szócikk részben vagy egészben  az   Erbium(III) oxide című angol Wikipédia-szócikk ezen változatának fordításán alapul.  Az eredeti cikk szerkesztőit annak laptörténete sorolja fel. Ez a jelzés csupán a megfogalmazás eredetét és a szerzői jogokat jelzi, nem szolgál a cikkben szereplő információk forrásmegjelöléseként.